# William Vincent Wallace

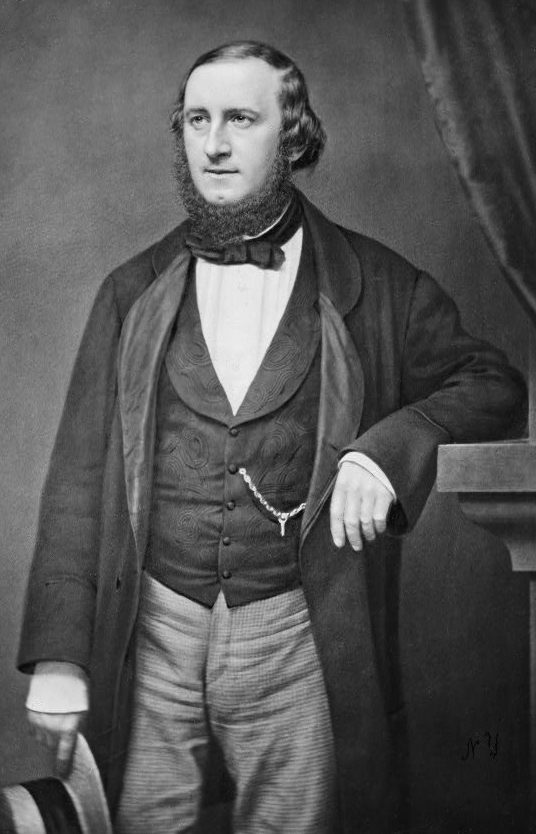
William Vincent Wallace (1812 - 1865)

William Vincent Wallace (11 tháng 3 năm 1812 - 12 tháng 10 năm 1865) là nhà soạn nhạc và nhạc sĩ người Ireland.  Ông chủ yếu được biết đến như là một nhà soạn nhạc opera, với các công trình trọng điểm và hay nhất như Maritana (1845) và Lurline (1847-1860), nhưng ông cũng đã viết một số nhạc piano phần bậc thầy mà đã được nhiều thịnh hành trong thế kỷ 19.

## Thời thơ ấu
William Vincent Wallace sinh ngày 11 tháng 3 năm 1812 tại đường Colbeck của thành phố Waterford, Ireland, cha ông, ông Spencer Wallace County Mayo, một trong bốn người con, người sinh ra ở Killala, Quận Mayo vào năm 1789, đã trở thành một nhạc trưởng trung đoàn với Bắc Mayo dân quân có trụ sở tại Ballina. William đã được sinh ra trong khi ban nhạc đã đóng quân trong một năm tại Waterford. Các gia đình trở lại Ballina khoảng bốn năm sau đó, đó là năm 1816, William mất nhiều năm của mình ở đó, tham gia tích cực vào ban nhạc của cha mình và đã sáng tác các tác phẩm ở tuổi thứ chín cho các buổi độc tấu nhạc. Các ban nhạc, có một danh tiếng cho các tiêu chuẩn cao, ngoài nhiệm vụ trung đoàn sẽ có đặc trưng tại các sự kiện xã hội trong những ngôi nhà lớn trong khu vực. Theo học phí của cha và chú của mình, ông đã viết nhạc cho các ban nhạc và dàn nhạc của vùng quê. Wallace trở nên hoàn thành trong việc chơi nhạc cụ khác nhau trước khi gia đình rời khỏi quân đội vào năm 1826 (trung đoàn của họ sau đó là chân thứ 29), di chuyển từ Waterford đến Dublin, và trở nên tích cực trong âm nhạc ở thủ đô. Wallace đã học chơi nhiều nhạc cụ khi là một cậu bé, bao gồm violin, clarinet, organ và piano (dương cầm).

## Nhạc công
Năm 1830, ở tuổi 18, ông trở thành nhạc công organ của nhà thờ Công giáo La Mã tại Thurles, Quận Tipperary, và giảng dạy âm nhạc tại Ursuline Convent ở đó. Ông đã yêu cầu với một học sinh, Isabella Kelly, người có cha đồng ý cho cuộc hôn nhân của họ vào năm 1832 với điều kiện Wallace trở thành một người Công giáo La Mã và lấy tên của Vincent. Các cặp vợ chồng sớm chuyển đến Dublin, nơi Wallace đã làm việc khi đang là một nghệ sĩ vĩ cầm tại Nhà hát Hoàng gia.

## Tác phẩm âm nhạc
Trong suốt cuộc đời, Wallace đã sáng tác hơn 60 tác phẩm nổi tiếng từ opera, bài hát và piano, trong đó có The Amber Witch Overture, Lurline Overture, Maritana Overture, The Desert Flower, v.v. 

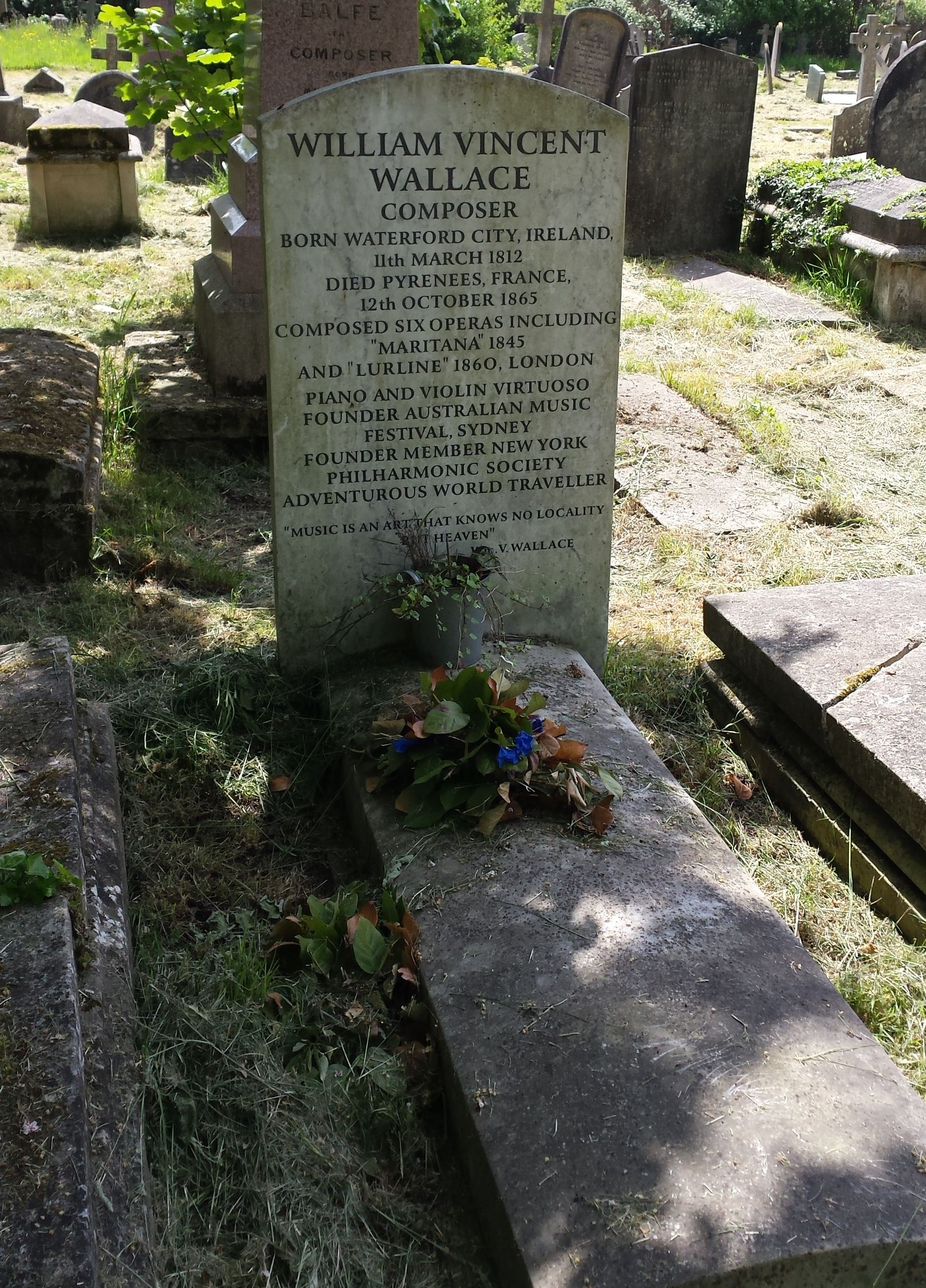
Ngôi mộ Wallace

## Công dân Hoa Kỳ
Năm 1854, Wallace đã trở thành một công dân Mỹ sau khi một (nhiều khả năng sự hai vợ nhất) kết hôn tại New York với những nghệ sĩ dương cầm người Đức Hélène Stoepel, em gái của nhạc sĩ Robert Stoepel. Tại New York, trong những năm 1843 và 1844, ông đã được gắn liền với các mùa buổi hòa nhạc đầu tiên của Hiệp hội Philharmonic New York, và vào năm 1853 ông được bầu làm thành viên danh dự của Hiệp hội. Trong những năm sau đó, sau khi trở lại châu Âu cho công diễn ra mắt vở opera sau này của ông, ông đã phát triển bệnh tim, mà ông đang được điều trị tại Paris vào năm 1864.

## Cái chết
Ông qua đời trong hoàn cảnh nghèo nàn tại Château de Bagen, Sauveterre de Comminges, tại Haute Garonne (quê hương của chị Hélène, Marie-Therese, Baroness de Saintegeme), ngày 12 tháng 10 năm 1865, Wallace đã qua đời ở tuổi 53 vì bệnh tật, ông đã để lại hai quả phụ, một người con trai, Willy, từ cuộc hôn nhân đầu tiên đã qua đời vào năm 1909, và hai con trai của Hélène, Clarence Sutherland và Vincent St. John, sau này người trong số đó, phải đối mặt với một điều kiện thiết bị đầu cuối trong một bệnh viện ở San Francisco, tự sát. Wallace đã được chôn cất tại Nghĩa trang Kensal Green, Luân Đôn; văn bia trên ngôi mộ mới được tân trang lại mình bây giờ đọc "Âm nhạc là một nghệ thuật mà không biết địa phương nhưng trời -. William Vincent Wallace".